# Plano (Iowa)
Pour les articles homonymes, voir Plano.
Plano est une ville du comté d'Appanoose, en Iowa, aux États-Unis. Elle est incorporée le 10 mai 1916. La ville est ainsi nommée car elle est fondée par des colons de l'Église adventiste du septième jour de Plano, dans l'Illinois.

## Source de la traduction
- (en) Cet article est partiellement ou en totalité issu de l’article de Wikipédia en anglais intitulé « Plano, Iowa » (voir la liste des auteurs).